# Пашкевич, Алесь
Алесь Пашкевич (настоящее имя Александр Александрович Пашкевич, белор. Алесь (Аляксандр Аляксандравіч) Пашкевіч) (род. 11 сентября 1972, Набушево Слуцкого района Минской области) — белорусский поэт, писатель и публицист. Автор монографий регулярно публиковавшихся в печати. Его произведения переведены на русский, украинский, польский, литовский, болгарский, английский и шведский языки.

## Биография
После окончания школы в родном селе, поступил и окончил в 1994 году филологический факультет Белорусского государственного университета. В 1997 году окончил аспирантуру при этом же факультете. В 1998 году стал кандидатом филологических наук, а в 2002 году  доктором наук. Работал в редакциях газет "Красная смена" и "Первоцвет". Осуществлял преподавательскую деятельность. 24 сентября 2002 года был избран на XIV съезде Союза писателей его председателем. Весной 2006 года был смещён с этой должности в связи с активным участием в предвыборной президентской компании на стороне Александра Козулина. Однако 22 октября 2006 года был переизбран на пост председателя Союза писателей Беларуси, на второй срок. С 2010 года занимает пост первого заместителя председателя союза. Совмещая эту работу с деятельностью в еженедельнике "Новое время" в качестве руководителя проекта «Литературная Беларусь».

## Творчество
Начал печататься ещё в студенческие годы в издании "Красная смена", при которой действовало литературное объединение для молодых авторов "Источник". В 1992 году участники объединения основали и издавали до 2002 года журнал для молодых авторов "Первоцвет". Вёл научную работу, интересовался поэзией 1920-х годов. Темой кандидатской диссертации стала "Феномен возвышения в белорусской поэзии 20 века", а докторской диссертации «Концепция национального бытия в прозе белорусского зарубежья 20 в.».

## Награды и премии
- Орден «За заслуги» ІІІ степени (19 августа 2006 года, Украина) — за весомый личный вклад в развитие международного сотрудничества, укрепление авторитета и положительного имиджа Украины в мире, популяризацию её исторических и современных достижений[4].
- Дипломант Международного Академического Рейтинга популярности «Золотая фортуна» (2008).
- Лауреат Международной премии имени Валентина Пикуля (с вручением золотой медали) за историческую правду в романе «Площадь свободы» (2009).